# فيكتور موراليس
فيكتور موراليس (بالإسبانية: Víctor Morales Salas)‏ (10 مايو 1905 – 22 مايو 1938) لاعب كرة قدم تشيلي راحل كان يجيد اللعب في خط الدفاع .
لعب طوال مسيرته الرياضية في نادي كولوكولو . شارك مع منتخب تشيلي في دورة الألعاب الأولمبية 1928 في العاصمة الهولندية أمستردام وفي بطولة كأس العالم 1930 في الأوروغواي .

## وصلات خارجية
- فيكتور موراليس على موقع الاتحاد الدولي (مؤرشف)  (الإنجليزية)
- فيكتور موراليس على موقع قاعدة بيانات كرة القدم.إي يو (الإنجليزية)
- فيكتور موراليس على موقع ناشيونال فوتبول تيمز (الإنجليزية)
- فيكتور موراليس على موقع Soccerway.com (الإنجليزية)
- فيكتور موراليس على موقع عالم كرة القدم.نت (الإنجليزية)
- فيكتور موراليس على موقع أوليمبيديا (الإنجليزية)

- هذا السيرة الذاتية